# Königstor (Le Mont-Saint-Michel)

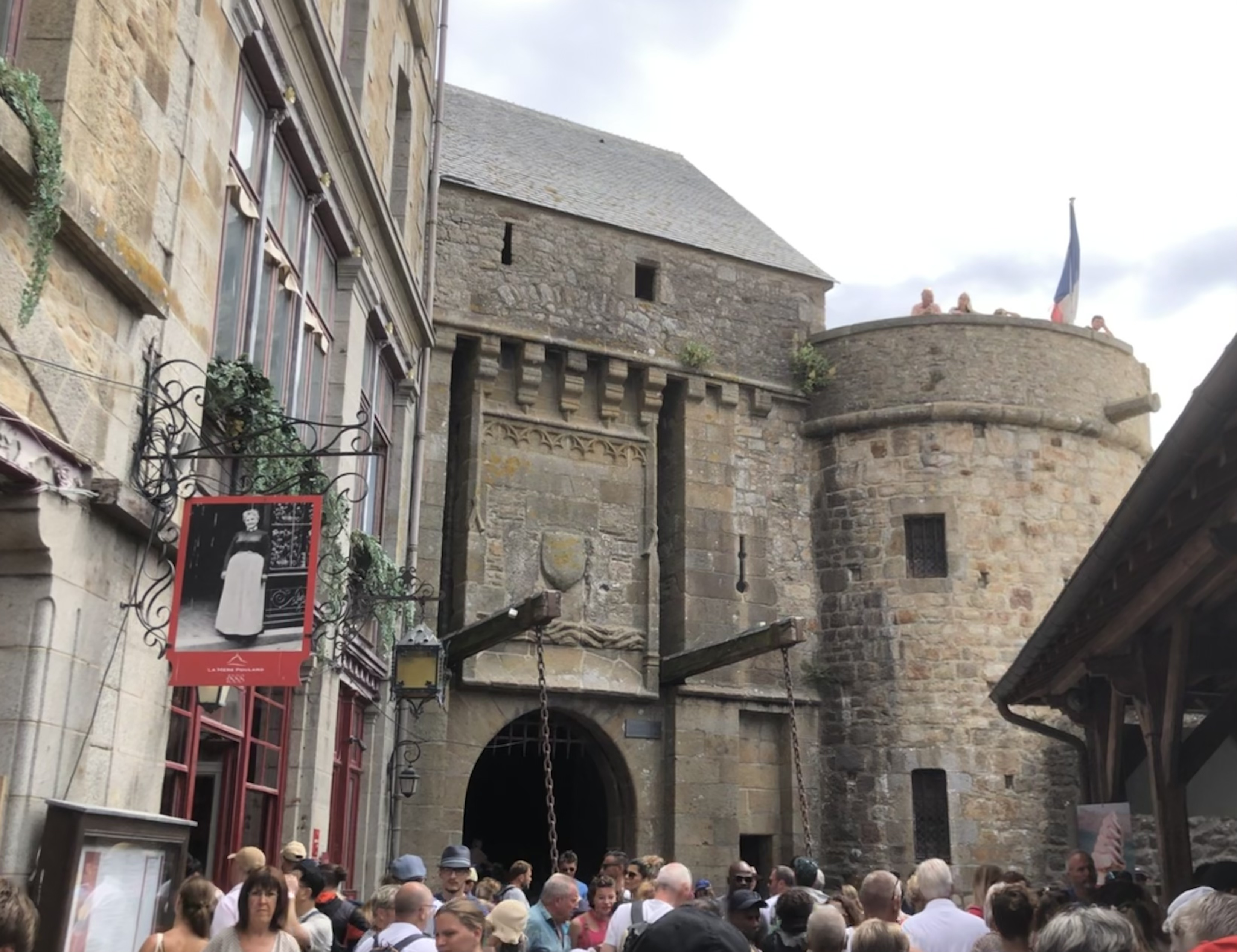
Königstor, 2022

Das Königstor (französisch Porte du Roy) ist ein Tor der Stadtbefestigung Mont-Saint-Michel in der Gemeinde Le Mont-Saint-Michel in Frankreich.
Das Tor befindet sich an der Südseite des Mont Saint-Michel. Es ist nach dem Tor Porte de l´Avancée und dem Boulevard-Tor das dritte Stadttor auf dem Weg in den Ort. Durch das Tor verläuft in West-Ost-Richtung die Hauptstraße des Orts, Grand Rue. 

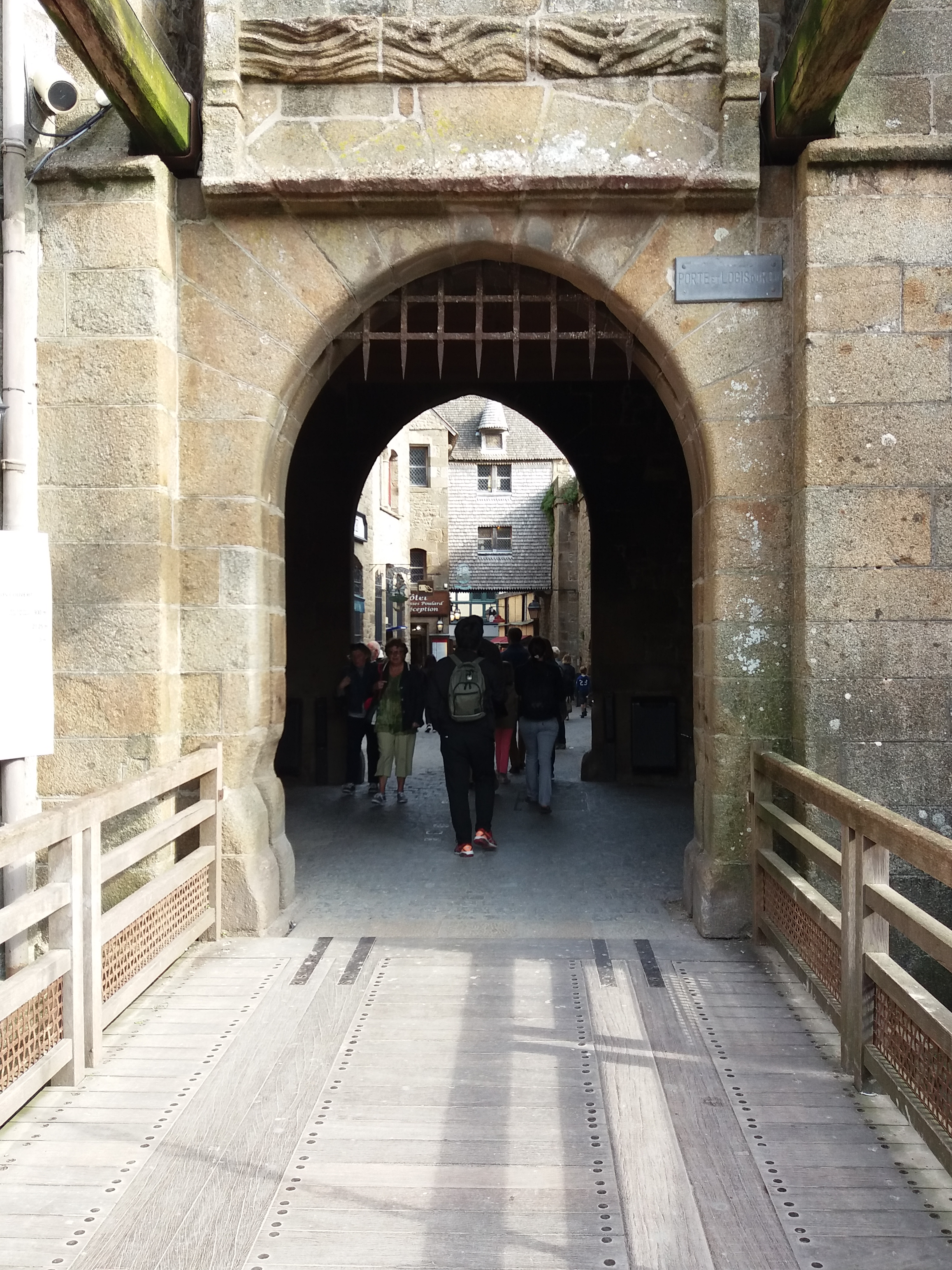
Tordurchfahrt, 2017

Das Königstor entstand im Jahr 1435 durch Louis d’Estoutevilles. Andere Angaben vermuten eine Errichtung durch den Abt Robert Jolivet vor dem Jahr 1420. Ursprünglich befand sich vor dem Tor ein Graben, der über eine Zugbrücke passierbar war. Das Tor selbst war durch eine Falltür verschließbar, die sich auch weiterhin am Tor befindet, allerdings nicht mehr funktionsfähig ist. 1992 erfolgte eine Rekonstruktion der Zugbrücke.
Sowohl nördlich als auch südlich des Tors befand sich jeweils ein Turm. Während der südliche, der Königsturm erhalten ist, wurde der nördliche bei Errichtung des Hotels de la Mére Poulard Anfang des 20. Jahrhunderts zerstört. Oberhalb des Tors befinden sich die ehemals vom Torwächter genutzten Wohnräume. Heute ist dort die Gemeindeverwaltung untergebracht.